# Pierre Morisset
Pierre Morisset ist ein französischer Textildesigner. 

## Leben
In den 1980er Jahren eröffnete Morisset ein Bekleidungsgeschäft. Bald begann er, eigene Mode zu entwerfen und experimentierte mit Jeansstoffen. Morisset gründete eine Designagentur; er arbeitete unter anderem für Esprit, Wrangler, Lee und Liberto. Morisset arbeitet seit 1991 bei G-Star und unterschrieb 1994 einen Vertrag als Chefdesigner.